# Chetia mola
Chetia mola è una specie di pesci della famiglia dei Ciclidi. La si può trovare nel fiume Luongo, in Zaire. Raggiunge una lunghezza di 13,3 cm (lunghezza standard).